# Fluoruro de bismuto(III)
El fluoruro de bismuto(III), también conocido como trifluoruro de bismuto, es un compuesto químico. Su fórmula química es BiF3. Tiene iones de bismuto y fluoruro. El bismuto se encuentra en su estado de oxidación +3.

## Preparación y propiedades
El fluoruro de bismuto(III) es un polvo blanco grisáceo. No se disuelve en agua. Se produce reaccionando el óxido de bismuto(III) con ácido fluorhídrico o reaccionando una gran cantidad de bismuto con flúor.